# Brian Roberts (Basketballspieler)
Brian Loyd Roberts (* 3. Dezember 1985 in Toledo, Ohio) ist ein ehemaliger US-amerikanischer Basketballspieler.

## Werdegang
Roberts spielte in der NCAA Division I für die Mannschaft der University of Dayton. In 125 Spielen kam er auf 15,7 Punkte im Schnitt. Er wurde in der NBA-Draft 2008 nicht ausgewählt und begann seine Karriere als Berufsbasketballspieler in Israel bei Hapoel Gilboa Galil. Hernach wechselte er nach Deutschland in die Basketball-Bundesliga zu den Brose Baskets Bamberg. 2010 und 2011 gewann er mit Bamberg jeweils die deutsche Meisterschaft sowie den Pokalwettbewerb. Roberts Verbleib in Bamberg war danach erst ungewiss, er erhielt zur Bundesliga-Saison 2011/12 erst nach einer langwierigen Verletzung von John Goldsberry eine Vertragsverlängerung. Roberts stand zuvor vor einer Vertragsunterzeichnung beim französischen Rekordmeister ASVEL Lyon-Villeurbanne in der LNB Pro A. Er wurde mit Bamberg zum dritten Mal deutscher Meister und Pokalsieger. Im Buch 50 Jahre Basketball-Bundesliga wurden Roberts’ Leistungen in seiner Bamberger Zeit mit den Worten „kam als Werfer und ging als Spielgestalter“ beschrieben. Im Buch 111 Gründe, Brose Bamberg zu lieben wird als Roberts’ Stärke eingeschätzt, dass er in Bamberg ein Spieler gewesen sei, „der am Ende eines Angriffs oder vor allem am Spielende entscheidende Würfe trifft“. Sein Zusammenspiel mit seinem Landsmann Goldsberry galt in Bamberg als besonders erfolgreich.
Die Sommerpause 2012 verbrachte Roberts in den USA und spielte für die New Orleans Hornets in der NBA Summer League, die ihn anschließend auch unter Vertrag nahmen.

### NBA
Für New Orleans spielte er zwei Jahre, bevor er im Sommer 2014 zu den Charlotte Hornets wechselte. Während der Saison 2015/16 wurde er zu Miami Heat geschickt, aber bevor er dort zum Einsatz kam, direkt weiter zu den Portland Trail Blazers transferiert, bei denen er den Rest der Saison verbrachte. Im Sommer 2016 schließlich wechselte er zu den Charlotte Hornets zurück. Roberts kam in der NBA auf insgesamt 324 Einsätze. 2013/14 war sein bestes Spieljahr in der Liga, als er im Mittel 9,4 Punkte sowie 3,3 Korbvorlagen je Begegnung verbuchte.

### Letzte Jahre in Europa
Im Sommer 2017 unterschrieb Roberts bei Olympiakos Piräus und spielte danach in Malaga.
Mehr als zwei Jahre nach seinem letzten Wettkampfspiel gab Roberts im Sommer 2021 das Ende seiner Laufbahn als Leistungsbasketballspieler bekannt. Roberts betätigte sich als Geschäftsmann, unter anderem als Kopf einer Investorengruppe.

## Erfolge
- 2010: Deutscher Meister und Pokalsieger mit den Brose Baskets Bamberg
- 2011: Deutscher Meister und Pokalsieger mit den Brose Baskets Bamberg
- 2012: Deutscher Meister und Pokalsieger mit den Brose Baskets Bamberg